# The Wizard's Diary
The Wizard's Diary è il quarto album in studio come solista di Ken Hensley; è interamente composto da cover di suoi vecchi brani, incisi con gli Uriah Heep.  

## Tracce
1. The Wizard (Hensley/ Clarke) – 6:02
2. Illusion (Hensley) – 5:49
3. Circle of Hands (Hensley) – 5:26
4. Rain (Hensley) – 5:03
5. Weep in Silence (Hensley) – 3:57
6. Feelings (Hensley) – 4:54
7. Sweet Freedom (Hensley) – 5:57
8. Lady in Black (Hensley) – 5:45
9. July Morning (Hensley) – 3:57
10. Easy Livin' (Hensley) – 3:27

## Formazione
- Ken Hensley - voce, tastiera, chitarra,  percussioni